# شموسة (بروم ميفع)
'

تعديل مصدري - تعديل

شموسة هي إحدى قرى عزلة بروم بمديرية بروم ميفع التابعة لمحافظة حضرموت، بلغ تعداد سكانها 53 نسمة حسب تعداد اليمن لعام 2004.